# UFC Fight Night: Felder vs. dos Anjos
UFC Fight Night: Felder vs. dos Anjos (conosciuto anche come UFC Fight Night 182, oppure UFC on ESPN+ 41, o anche UFC Vegas 14) è stato un evento di arti marziali miste tenuto dalla Ultimate Fighting Championship il 14 novembre 2020 all'UFC APEX di Las Vegas, negli Stati Uniti.

## Risultati
|                  | Divisione               |                  |                 |                      | Metodo                                      | Round           | Tempo           | Premio          |
| Card Principale  | Card Principale         | Card Principale  | Card Principale | Card Principale      | Card Principale                             | Card Principale | Card Principale | Card Principale |
| ---------------- | ----------------------- | ---------------- | --------------- | -------------------- | ------------------------------------------- | --------------- | --------------- | --------------- |
|                  | Pesi leggeri            | Rafael dos Anjos | batte           | Paul Felder          | Decisione non unanime (47–48, 50–45, 50–45) | 5               | 5:00            | FOTN            |
|                  | Catchweight (172.5 lbs) | Khaos Williams   | batte           | Abdul Razak Alhassan | KO (pugno)                                  | 1               | 0:30            | POTN            |
|                  | Pesi paglia femminili   | Ashley Yoder     | batte           | Miranda Granger      | Decisione unanime (30–26, 29–27, 29–27)     | 3               | 5:00            |                 |
|                  | Catchweight (195 lbs)   | Sean Strickland  | batte           | Brendan Allen        | KO tecnico (pugni)                          | 2               | 1:32            | POTN            |
|                  | Pesi paglia femminili   | Cory McKenna     | batte           | Kay Hansen           | Decisione unanime (29–28, 29–28, 29–28)     | 3               | 5:00            |                 |
| Card Preliminare |                         |                  |                 |                      |                                             |                 |                 |                 |
|                  | Pesi paglia femminili   | Kanako Murata    | batte           | Randa Markos         | Decisione unanime (30–27, 30–27, 30–27)     | 3               | 5:00            |                 |
|                  | Pesi gallo              | Tony Gravely     | batte           | Geraldo de Freitas   | Decisione non unanime (30–27, 28–29, 29–28) | 3               | 5:00            |                 |
|                  | Pesi welter             | Alex Morono      | batte           | Rhys McKee           | Decisione unanime (30–27, 30–27, 30–27)     | 3               | 5:00            |                 |
|                  | Pesi massimi            | Don'Tale Mayes   | batte           | Roque Martinez       | Decisione unanime (30–27, 30–27, 29–28)     | 3               | 5:00            |                 |

## Premi
I lottatori premiati ricevettero un bonus di 50.000 dollari.
Legenda:
- FOTN: Fight of the Night (vengono premiati entrambi gli atleti per il miglior incontro dell'evento)
- POTN: Performance of the Night (viene premiato il vincitore per la migliore performance dell'evento)